# Danh sách hành tinh Hệ Mặt Trời
Danh sách các hành tinh của Hệ Mặt Trời sắp xếp theo trình tự các số đo:
| Tên             | Bán trục lớn | Bán kính | DT bề mặt | Thể tích | Khối lượng | KL riêng | Gia tốc | TĐ VT2 | CK TQ   | CK QĐ  | Tốc độ | Tâm sai | ĐN QĐ | ĐN trục | Tbm  | Số vệ tinh | Vành đai |
| Đơn vị          | 109 km       | 103 km   | 109 km²   | 1012 km³ | 1024 kg    | g/cm³    | m/s2    | km/s   | ngày    | năm    | km/s   |         | độ    | độ      | Độ K |            |          |
| --------------- | ------------ | -------- | --------- | -------- | ---------- | -------- | ------- | ------ | ------- | ------ | ------ | ------- | ----- | ------- | ---- | ---------- | -------- |
| Sao Thủy        | 0,058        | 2,440    | 0,075     | 0,061    | 0,330      | 5,427    | 3,70    | 4,25   | 58,646  | 0,241  | 47,87  | 0,206   | 7,0   | 0,01    | 440  | 0          | không    |
| Sao Kim         | 0,108        | 6,052    | 0,46      | 0,928    | 4,869      | 5,243    | 8,87    | 10,36  | 243,686 | 0,615  | 35,02  | 0,007   | 3,39  | 2,64    | 730  | 0          | không    |
| Trái Đất        | 0,150        | 6,378    | 0,51      | 1,083    | 5,974      | 5,515    | 9,78    | 11,19  | 0,997   | 1      | 29,78  | 0,016   | 1,58  | 23,44   | 287  | 1          | không    |
| Sao Hỏa         | 0,228        | 3,402    | 0,145     | 0,164    | 0,642      | 3,934    | 3,69    | 5,03   | 1,026   | 1,881  | 24,08  | 0,093   | 1,85  | 25,19   | 210  | 2          | không    |
| Sao Mộc         | 0,778        | 71,492   | 61,4      | 1,338    | 1899       | 1,326    | 23,12   | 59,54  | 0,414   | 11,87  | 13,05  | 0,048   | 1,30  | 3,13    | 152  | 80         | có       |
| Sao Thổ         | 1,427        | 60,268   | 42,7      | 746      | 568,46     | 0,687    | 8,96    | 35,49  | 0,444   | 29,45  | 9,64   | 0,054   | 2,49  | 26,73   | 134  | 83         | có       |
| Sao Thiên Vương | 2,871        | 25,559   | 8,084     | 68,34    | 86,832     | 1,318    | 8,69    | 21,29  | 0,718   | 84,02  | 6,795  | 0,047   | 0,77  | 97,77   | 68   | 27         | có       |
| Sao Hải Vương   | 4,498        | 24,764   | 7,619     | 62,526   | 102,43     | 1,638    | 11      | 23,5   | 0,671   | 164,89 | 5,432  | 0,009   | 1,77  | 28,32   | 53   | 13         | có       |

## Sao
Mặt trời là một sao dãy chính loại G. Nó chiếm gần 99,9% khối lượng trong hệ Mặt Trời.
|                                               |                        | Mặt Trời              |
| --------------------------------------------- | ---------------------- | --------------------- |
|                                               |                        |                       |
| Ký hiệu (hình)[q]                             |                        |                       |
| Ký hiệu (Unicode)[q]                          | Ký hiệu (Unicode)[q]   | ☉                     |
| Năm khám phá                                  | Năm khám phá           | Thời tiền sử          |
| Khoảng cách trung bình từ Trung tâm Ngân Hà   | km năm ánh sáng        | ~2,5×1017 ~26.000     |
| Bán kính trung bình                           | km :E[f]               | 695.508 109,3         |
| Diện tích bề mặt                              | km² :E[f]              | 6,0877×1012 11.990    |
| Thể tích                                      | km³ :E[f]              | 1,4122×1018 1.300.000 |
| Khối lượng                                    | kg :E[f]               | 1,9855×1030 332.978,9 |
| Tham số hấp dẫn                               | m3/s2                  | 1,327×1020            |
| Khối lượng riêng                              | g/cm³                  | 1,409                 |
| Lực hấp dẫn xích đạo                          | m/s2                   | 274,0                 |
| Vận tốc thoát ly                              | km/s                   | 617,7                 |
| Chu kỳ quay quanh trục                        | ngày[g]                | 25,38                 |
| Chu kỳ quỹ đạo quanh Trung tâm Ngân Hà        | triệu năm              | 225–250               |
| Tốc độ quỹ đạo trung bình                     | km/s                   | ~220                  |
| Độ nghiêng trục[i] so với mặt phẳng hoàng đạo | độ                     | 7,25                  |
| Độ nghiêng trục[i] so với mặt phẳng thiên hà  | độ                     | 67,23                 |
| Nhiệt độ bề mặt trung bình                    | K                      | 5,778                 |
| Nhiệt độ nhật miện trung bình                 | K                      | 1–2×106               |
| Thành phần quang quyển                        | Thành phần quang quyển | H, He, O, C, Fe, S    |

## Hành tinh
| Từ khóa            | Từ khóa                  | Từ khóa                   |
| ------------------ | ------------------------ | ------------------------- |
| * Hành tinh đất đá | ° Hành tinh khí khổng lồ | ‡ Hành tinh băng khổng lồ |

|                                    |                             | * Sao Thủy            | * Sao Kim              | * Trái Đất             | * Sao Hỏa              | ° Sao Mộc              | ° Sao Thổ                | ‡ Sao Thiên Vương         | ‡ Sao Hải Vương           |
| ---------------------------------- | --------------------------- | --------------------- | ---------------------- | ---------------------- | ---------------------- | ---------------------- | ------------------------ | ------------------------- | ------------------------- |
|                                    |                             |                       |                        |                        |                        |                        |                          |                           |                           |
| Ký hiệu (hình)[q]                  | Ký hiệu (hình)[q]           |                       |                        |                        |                        |                        |                          | hoặc                      |                           |
| Ký hiệu (Unicode)[q]               | Ký hiệu (Unicode)[q]        | ☿                     | ♀                      | 🜨                      | ♂                      | ♃                      | ♄                        | ⛢ hoặc ♅                  | ♆                         |
| Năm khám phá                       | Năm khám phá                | Thời tiền sử          | Thời tiền sử           | Thời tiền sử           | Thời tiền sử           | Thời tiền sử           | Thời tiền sử             | 1781                      | 1846                      |
| Khoảng cách trung bình từ Mặt Trời | km AU                       | 57.909.175 0,38709893 | 108.208.930 0,72333199 | 149.597.890 1,00000011 | 227.936.640 1,52366231 | 778.412.010 5,20336301 | 1.426.725.400 9,53707032 | 2.870.972.200 19,19126393 | 4.498.252.900 30,06896348 |
| Bán kính xích đạo                  | km :E[f]                    | 2.440,53 0,3826       | 6.051,8 0,9488         | 6.378,1366 1           | 3.396,19 0,53247       | 71.492 11,209          | 60.268 9,449             | 25.559 4,007              | 24.764 3,883              |
| Diện tích bề mặt                   | km² :E[f]                   | 75.000.000 0,1471     | 460.000.000 0,9020     | 510.000.000 1          | 140.000.000 0,2745     | 64.000.000.000 125,5   | 44.000.000.000 86,27     | 8.100.000.000 15,88       | 7.700.000.000 15,10       |
| Thể tích                           | km³ :E[f]                   | 6,083×1010 0,056      | 9,28×1011 0,857        | 1,083×1012 1           | 1,6318×1011 0,151      | 1,431×1015 1.321,3     | 8,27×1014 763,62         | 6,834×1013 63,102         | 6,254×1013 57,747         |
| Khối lượng                         | kg :E[f]                    | 3,302×1023 0,055      | 4,8690×1024 0,815      | 5,972×1024 1           | 6,4191×1023 0,107      | 1,8987×1027 318        | 5,6851×1026 95           | 8,6849×1025 14,5          | 1,0244×1026 17            |
| Tham số hấp dẫn                    | m³/s2                       | 2,203×1013            | 3,249×1014             | 3,986×1014             | 4,283×1013             | 1,267×1017             | 3,793×1016               | 5,794×1015                | 6,837×1015                |
| Khối lượng riêng                   | g/cm³                       | 5,43                  | 5,24                   | 5,52                   | 3,940                  | 1,33                   | 0,70                     | 1,30                      | 1,76                      |
| Lực hấp dẫn xích đạo               | m/s2                        | 3,70                  | 8,87                   | 9,8                    | 3,71                   | 24,79                  | 10,44                    | 8,87                      | 11,15                     |
| Vận tốc thoát ly                   | km/s                        | 4,25                  | 10,36                  | 11,18                  | 5,02                   | 59,54                  | 35,49                    | 21,29                     | 23,71                     |
| Chu kỳ quay quanh trục[g]          | ngày                        | 58,646225             | 243,0187               | 0,99726968             | 1,02595675             | 0,41354                | 0,44401                  | 0,71833                   | 0,67125                   |
| Chu kỳ quỹ đạo[g]                  | ngày năm                    | 87,969 0,2408467      | 224,701 0,61519726     | 365,256363 1,0000174   | 686,971 1,8808476      | 4.332,59 11,862615     | 10.759,22 29,447498      | 30.688,5 84,016846        | 60.182 164,79132          |
| Tốc độ quỹ đạo trung bình          | km/s                        | 47,8725               | 35,0214                | 29,7859                | 24,1309                | 13,0697                | 9,6724                   | 6,8352                    | 5,4778                    |
| Độ lệch tâm                        | Độ lệch tâm                 | 0,20563069            | 0,00677323             | 0,01671022             | 0,09341233             | 0,04839266             | 0,05415060               | 0,04716771                | 0,00858587                |
| Độ nghiêng[f]                      | độ                          | 7,00                  | 3,39                   | 0                      | 1,85                   | 1,31                   | 2,48                     | 0,76                      | 1,77                      |
| Độ nghiêng trục[i]                 | độ                          | 0,0                   | 177,3[h]               | 23,44                  | 25,19                  | 3,12                   | 26,73                    | 97,86[h]                  | 28,32                     |
| Nhiệt độ bề mặt trung bình         | K                           | 440–100               | 730                    | 287                    | 227                    | 152 [j]                | 134 [j]                  | 76 [j]                    | 73 [j]                    |
| Nhiệt độ không khí trung bình[k]   | K                           |                       |                        | 288                    |                        | 165                    | 135                      | 76                        | 73                        |
| Thành phần khí quyển               | Thành phần khí quyển        | He, Na+ K+            | CO2, N2, SO2           | N2, O2, Ar, CO2        | CO2, N2Ar              | H2, He                 | H2, He                   | H2, He, CH4               | H2, He, CH4               |
| Số vệ tinh đã biết[v]              | Số vệ tinh đã biết[v]       | 0                     | 0                      | 1                      | 2                      | 80                     | 83                       | 27                        | 14                        |
| Vành đai?                          | Vành đai?                   | Không                 | Không                  | Không                  | Không                  | Có                     | Có                       | Có                        | Có                        |
| Dọn sạch miền lân cận[l][o]        | Dọn sạch miền lân cận[l][o] | 9,1×104               | 1,35×106               | 1,7×106                | 1,8×105                | 6,25×105               | 1,9×105                  | 2,9×104                   | 2,4×104                   |

## Hành tinh lùn
Các hành tinh lùn trong hệ Mặt Trời được định nghĩa:
- có quỹ đạo quanh Mặt Trời
- có khối lượng đủ lớn để trọng trường của chính nó thắng lực vật rắn, tạo nên hình dạng cân bằng thủy tĩnh (gần hình cầu)
- "có vật thể có khối lượng đáng kể khác" ở gần quỹ đạo của nó
- không phải là vệ tinh tự nhiên của một hành tinh, hay các vật thể khác trong hệ Mặt Trời.

| Ceres          | Ceres           | Vành đai tiểu hành tinh | 2.77  | 4.60   | 17.882 | 10.59 | 0.080 | 0.33  |
| Sao Diêm Vương | Diêm Vương Tinh | Vành đai Kuiper         | 39.48 | 248.09 | 4.666  | 17.14 | 0.249 | 0.077 |
| Haumea         | Haumea          | Vành đai Kuiper         | 43.34 | 285.4  | 4.484  | 28.19 | 0.189 | ?     |
| Makemake       | Makemake        | Vành đai Kuiper         | 45.79 | 309.9  | 4.419  | 28.96 | 0.159 | ?     |
| Eris           | Eris            | Đĩa phân tán            | 67.67 | 557    | 3.436  | 44.19 | 0.442 | 0.10  |

| Tính chất vật lý các hành tinh | Tính chất vật lý các hành tinh            | Tính chất vật lý các hành tinh | Tính chất vật lý các hành tinh | Tính chất vật lý các hành tinh | Tính chất vật lý các hành tinh | Tính chất vật lý các hành tinh | Tính chất vật lý các hành tinh | Tính chất vật lý các hành tinh | Tính chất vật lý các hành tinh | Tính chất vật lý các hành tinh | Tính chất vật lý các hành tinh | Tính chất vật lý các hành tinh | Tính chất vật lý các hành tinh |
| Tên                            | Đường kính xích đạo tương đương Mặt Trăng | Đường kính xích đạo (km)       | Khối lượng tương tự Mặt Trăng  | Khối lượng (×1021 kg)          | Mật độ (×103g/m³)              | Tỷ trọng bề mặt (m/s2)         | Vận tốc thoát ly (km/s)        | Độ nghiêng trục quay           | Chu kì quay (ngày)             | Vệ tinh                        | Nhiệt độ bề mặt (theo K)       | Áp suất                        |                                |
| ------------------------------ | ----------------------------------------- | ------------------------------ | ------------------------------ | ------------------------------ | ------------------------------ | ------------------------------ | ------------------------------ | ------------------------------ | ------------------------------ | ------------------------------ | ------------------------------ | ------------------------------ | ------------------------------ |
| Ceres                          | 28.0%                                     | 974.6±3.2                      | 1.3%                           | 0.95                           | 2.08                           | 0.27                           | 0.51                           | ~3°                            | 0.38                           | 0                              | 167                            | không                          |                                |
| Sao Diêm Vương                 | 68.7%                                     | 2306±30                        | 17.8%                          | 13.05                          | 2.0                            | 0.58                           | 1.2                            | 119.59°                        | -6.39                          | 5                              | 44                             | thoáng qua                     |                                |
| Haumea                         | 33.1%                                     | 1150+250 −100                  | 5.7%                           | 4.2 ± 0.1                      | 2.6–3.3                        | ~0.44                          | ~0.84                          |                                |                                | 2                              | 32 ± 3                         | ?                              |                                |
| Makemake                       | 43.2%                                     | 1500+400 −200                  | ~5%?                           | ~4?                            | ~2?                            | ~0.5                           | ~0.8                           |                                |                                | 1                              | ~30                            | thoáng qua?                    |                                |
| Eris                           | 74.8%                                     | 2400±100                       | 22.7%                          | 16.7                           | 2.3                            | ~0.8                           | 1.3                            |                                | ~0.3                           | 1                              | 42                             | thoáng qua?                    |                                |
|                                |                                           |                                |                                |                                |                                |                                |                                |                                |                                |                                |                                |                                |                                |

## Tiểu hành tinh
1 Ceres    
2 Pallas 
3 Juno 
4 Vesta  

### Unless otherwise cited:[z]
1. ^  The planetary discriminant for the planets is taken from material published by Stephen Soter.[52] Planetary discriminants for Ceres, Pluto and Eris taken from Soter, 2006. Planetary discriminants of all other bodies calculated from the Kuiper belt mass estimate given by Lorenzo Iorio.[53]
2. ^ Saturn satellite info taken from NASA Saturnian Satellite Fact Sheet.[54]
3. ^ With the exception of the Sun and Earth symbols, astronomical symbols are mostly used by astrologers today; although occasional use of the other planet symbols (and Pluto) in astronomical contexts still exists,[55] it is officially discouraged.[56]

Astronomical symbols for the Sun, the planets (first symbol for Uranus), and the Moon, as well as the first symbol for Pluto were taken from NASA Solar System Exploration.[57] The other symbols are even rarer in modern astronomy.
  - The symbol for Ceres was taken from material published by James L. Hilton; it was used astronomically when Ceres was thought to be a major planet, and continues to be used today in astrology.[58]
  - The second symbol for Uranus was also taken from there; it is more common in astrology than the first symbol.[58]
  - The symbols for Haumea, Makemake, and Eris appear in a NASA JPL infographic, as does the second symbol for Pluto; they are otherwise mostly astrological symbols.[59]
  - The symbols for Quaoar, Sedna, Orcus, and Gonggong were taken from the astrology progam Astrolog; so far they have only been used in astrology.[60]

The Moon is the only natural satellite with a standard symbol. Symbols have been proposed for the other natural satellites on this list, but have yet to receive widespread adoption amongst astronomers or astrologers.

The missing dwarf-planet symbols for Haumea, Makemake, Gonggong, Quaoar and Orcus have been preliminarily accepted for Unicode 16 at code points U+1F77B to 1F77F.[61]
4. ^ Uranus satellite info taken from NASA Uranian Satellite Fact Sheet.[62]
5. ^ Radii for plutoid candidates taken from material published by John A. Stansberry[63]
6. ^ Axial tilts for most satellites assumed to be zero in accordance with the Explanatory Supplement to the Astronomical Almanac: "In the absence of other information, the axis of rotation is assumed to be normal to the mean orbital plane."[64]
7. ^ Số lượng vệ tinh tự nhiên lấy từ tài liệu do Scott S. Sheppard công bố.[65]

### Manual calculations (unless otherwise cited)
1. ^  Surface area A derived from the radius using {\textstyle A=4\pi r^{2}}, assuming sphericity.
2. ^  Volume V derived from the radius using {\textstyle V={\frac {4}{3}}\pi r^{3}}, assuming sphericity.
3. ^  Density derived from the mass divided by the volume.
4. ^  Surface gravity derived from the mass m, the gravitational constant G and the radius r: Gm/r2.
5. ^  Escape velocity derived from the mass m, the gravitational constant G and the radius r: √(2Gm)/r.
6. ^  Orbital speed is calculated using the mean orbital radius and the orbital period, assuming a circular orbit.
7. ^  Assuming a density of 2.0
8. ^  Calculated using the formula {\textstyle T\ =\ {\frac {T_{\textrm {eff}}(1-qp_{\nu })^{1/4}}{\sqrt {2}}}{\sqrt {52/r}},} where Teff = 54.8 K at 52 AU, {\displaystyle p_{\nu }} is the geometric albedo, q = 0.8 is the phase integral, and {\displaystyle r} is the distance from the Sun in AU. This formula is a simplified version of that in section 2.2 of Stansberry, 2007,[63] where emissivity and beaming parameter were assumed equal unity, and {\displaystyle \pi } was replaced with 4 accounting for the difference between circle and sphere. All parameters mentioned above were taken from the same paper.

### Individual calculations
1. ^  Surface area was calculated using the formula for a scalene ellipsoid:
{\textstyle 2\pi \left(c^{2}+b{\sqrt {a^{2}-c^{2}}}E(\alpha ,m)+{\frac {bc^{2}}{\sqrt {a^{2}-c^{2}}}}F(\alpha ,m)\right),} where {\textstyle \alpha =\arccos \left({\frac {c}{a}}\right)} is the modular angle, or angular eccentricity; {\textstyle m={\frac {b^{2}-c^{2}}{b^{2}\sin(\alpha )^{2}}}} and {\textstyle F(\alpha ,m)}, {\textstyle E(\alpha ,m)} are the incomplete elliptic integrals of the first and second kind, respectively. The values 980 km, 759 km, and 498 km were used for a, b, and c respectively.